# Mannen som blev en gris
Mannen som blev en gris, er Joakim Thåströms femte soloalbum, udgivet i april 2002. 
Albummet fik blandede anmeldelser af kritikerne og blev på udgivelsestidspunktet generel anset som et solidt album, men ikke blandt Thåströms bedste. Albummet blev anset som et lidt mørkere album end tidligere.
Fra albummet blev udgivet singlerne "Ungefär så här..." og "Höghus-sång". 
Albummet blev udgivet på CD (MLRCD 104) og på vinyl (MLR104).

## Trackliste
1. "Släpp aldrig in dom" (Thåström/Per Hägglund) - 4:52
2. "Ungefär så här..." (Thåström/Per Hägglund) - 3:28
3. "Höghussång" (Thåström/Per Hägglund) - 3:37
4. "Ännu mera gift" (Thåström) - 4:00
5. "Kaospassageraren" (Thåström/Hell) - 9:02
6. "Bara när jag blundar" (Thåström) - 2:48
7. "Hål" (Thåström/Henryk Lipp) - 4:17
8. "Sån" (Thåström/Henryk Lipp) - 4:03
9. "Så kall så het" (Stry Terrarie) - 2:49
10. "Aldrig nånsin komma ner" (Thåström/Henryk Lipp) - 4:56

## Medvirkende musikere
- Akustisk og elektrisk guitar: Pelle Ossler (track 1), Joakim Thåström (tracks 5-10), Jesper Jarold (track 1), Chips Kiesbye (tracks 2, 4, 7 og 9), Pelle Ossler (track 5)
- El-bas: Timo Lundgren (tracks 1, 3, 5-7 og 10), Heikki Kiviaho (track 2, 4 og 9)
- Synthesizer: Joakim Thåström (tracks 1-4)
- Tamburin: Herman Söderström
- Cello: Grzegorz Wybraniec (tracks 2 og 4)
- Trommer: Tomas Ortved (track 1 ), Jörgen Wall (tracks 2-4, 7-9), Nikolas Janco (tracks 6 og 10)
- Mellotron: Joakim Thåström på track 6
- Orgel: Niklas Hellberg (track 5) og Joakom Thåström (track 10)
- El-piano: Henryk Lipp

## Eksterne links
- Albummet på discogs.com